# Die Abenteuer des braven Soldaten Schwejk (Fernsehserie)
Die Abenteuer des braven Soldaten Schwejk ist eine vom ORF und ZDF produzierte Fernsehserie des Regisseurs Wolfgang Liebeneiner, die auf dem Roman „Der brave Soldat Schwejk“ von Jaroslav Hašek und dessen Fortsetzung „Die Abenteuer des braven Soldaten Schwejk in russischer Gefangenschaft“ von Karel Vaněk basiert. Die erste Staffel wurde 1972 erstausgestrahlt, die zweite Staffel 1977. Die Hauptrolle spielt Fritz Muliar.

## Inhalt
Der böhmische Hundehändler Josef Schwejk im Prag der österreich-ungarischen K.u.k. Monarchie zu Beginn des 20. Jahrhunderts – als man Weltkriege noch nicht nummerierte – ist ein Lebenskünstler, der sich durch das Leben mogelt. Amtlich gilt er als „Idiot“, der sich beim absehbar drohenden Ausbruch eines Krieges zum Dienst als Soldat meldet. Hier erlebt er oft haarsträubende Abenteuer, die so manche, denen er dabei begegnet, in die Verzweiflung treiben.

## Hintergrund
Der Regisseur Wolfgang Liebeneiner führte auch beim Adventsvierteiler „Die Schatzinsel“ Regie. Durch den Erfolg „der Schatzinsel“ und weil er schon „Schwejks Flegeljahre“ (mit Peter Alexander in der Titelrolle) verfilmte, wurde er zur Herstellung der Serie ermutigt.
Für die Rolle des Schwejk stand von vornherein Fritz Muliar fest. Für seine Rolle wurde ihm sogar von Heinz Rühmann, der den Schwejk bereits im gleichnamigen Spielfilm verkörperte, große Anerkennung ausgesprochen. Muliar selbst war ebenfalls in dieser früheren Verfilmung zu sehen, er spielte einen russischen Soldaten, der sich mit Schwejk anfreundet und die Uniformen mit ihm tauscht.
Die erste Staffel mit sechs Episoden wurde bereits 1972 ein sehr großer Erfolg. Trotzdem vergingen drei Jahre bis zur zweiten Staffel mit sieben neuen Folgen, da nicht alle Beteiligten zur Verfügung standen.
Gedreht wurde unter anderem in Wien und Umgebung, vor allem in Krems an der Donau (welches in der Serie Prag darstellt), auf der Schiffswerft Korneuburg (als „Marinemunitionslager Triest“), sowie im Weinviertel (unter anderem an den Bahnhöfen Karnabrunn und Niederleis an der Lokalbahn Korneuburg–Hohenau). Weitere Eisenbahnszenen drehte man zwischen 13. und 21. April 1971 in Gramatneusiedl, Bruck an der Leitha, Parndorf und Kittsee. Dafür wurde eigens ein Zug der Graz-Köflacherbahn mit der Dampflok 56.3190, einer alten Güterzugslok aus der Kaiserzeit, und alten Waggons aus der Steiermark zugeführt.
Teilweise merkt man der Serie jedoch eine gewisse Schludrigkeit der Produktion, speziell bei Außenaufnahmen an. Zuweilen sieht man bei Eisenbahnszenen unpassende moderne Bahnsteiglampen, hier und da ein Auto, oder bei einer Szene am Exerzierplatz ein unpassendes modernes Fußballtor im Hintergrund. Bei den in Korneuburg auf der dortigen Schiffswerft gedrehten Aufnahmen sieht man die Darsteller in k.u.k Uniformen vor einer modernen Halle agieren. Auch kamen, wahrscheinlich dem geringen Budget geschuldet, in den ersten Folgen keinerlei Kamerafahrten zum Einsatz, Kameramann Götz Neumann nützte stets nur den Zoom.

## Besetzung und Charakter
| Darsteller               | Charakter            | Auftritt in Episoden | Auftritt in Episoden | Auftritt in Episoden | Auftritt in Episoden | Auftritt in Episoden | Auftritt in Episoden | Auftritt in Episoden | Auftritt in Episoden | Auftritt in Episoden | Auftritt in Episoden | Auftritt in Episoden | Auftritt in Episoden | Auftritt in Episoden |
| Darsteller               | Charakter            | 1                    | 2                    | 3                    | 4                    | 5                    | 6                    | 7                    | 8                    | 9                    | 10                   | 11                   | 12                   | 13                   |
| ------------------------ | -------------------- | -------------------- | -------------------- | -------------------- | -------------------- | -------------------- | -------------------- | -------------------- | -------------------- | -------------------- | -------------------- | -------------------- | -------------------- | -------------------- |
| Fritz Muliar             | Josef Schwejk        |                      |                      |                      |                      |                      |                      |                      |                      |                      |                      |                      |                      |                      |
| Helli Servi              | Frau Müller          |                      |                      |                      |                      |                      |                      |                      |                      |                      |                      |                      |                      |                      |
| Rudolf Rössner           | Palivec              |                      |                      |                      |                      |                      |                      |                      |                      |                      |                      |                      |                      |                      |
| Heinrich Schweiger       | Bretschneider        |                      |                      |                      |                      |                      |                      |                      |                      |                      |                      |                      |                      |                      |
| Bibiane Zeller           | Frau Palivec         |                      |                      |                      |                      |                      |                      |                      |                      |                      |                      |                      |                      |                      |
| Brigitte Swoboda         | Marie                |                      |                      |                      |                      |                      |                      |                      |                      |                      |                      |                      |                      |                      |
| Kurt Sowinetz            | Feldkurat Otto Katz  |                      |                      |                      |                      |                      |                      |                      |                      |                      |                      |                      |                      |                      |
| Heinz Petters            | Oberleutnant Lukasch |                      |                      |                      |                      |                      |                      |                      |                      |                      |                      |                      |                      |                      |
| Kurt Jaggberg            | Feldwebel Wanek      |                      |                      |                      |                      |                      |                      |                      |                      |                      |                      |                      |                      |                      |
| Heinz Marecek            | Marek                |                      |                      |                      |                      |                      |                      |                      |                      |                      |                      |                      |                      |                      |
| Franz Gary               | Woditschka           |                      |                      |                      |                      |                      |                      |                      |                      |                      |                      |                      |                      |                      |
| Herbert Prikopa          | Baloun               |                      |                      |                      |                      |                      |                      |                      |                      |                      |                      |                      |                      |                      |
| Rainer von Artenfels     | Leutnant Dub         |                      |                      |                      |                      |                      |                      |                      |                      |                      |                      |                      |                      |                      |
| Robert Dietl             | Polizeichef          |                      |                      |                      |                      |                      |                      |                      |                      |                      |                      |                      |                      |                      |
| Harry Hornisch           | Zwerschina           |                      |                      |                      |                      |                      |                      |                      |                      |                      |                      |                      |                      |                      |
| Harald Serafin           | Fedor                |                      |                      |                      |                      |                      |                      |                      |                      |                      |                      |                      |                      |                      |
| Gerda Prott              | Nina                 |                      |                      |                      |                      |                      |                      |                      |                      |                      |                      |                      |                      |                      |
| Lieselotte Plauensteiner | Dunja                |                      |                      |                      |                      |                      |                      |                      |                      |                      |                      |                      |                      |                      |
| Liane Pech               | Natascha             |                      |                      |                      |                      |                      |                      |                      |                      |                      |                      |                      |                      |                      |
| Ludwig Hirsch            | Horschin             |                      |                      |                      |                      |                      |                      |                      |                      |                      |                      |                      |                      |                      |
| Gerhard Steffen          | Krakor               |                      |                      |                      |                      |                      |                      |                      |                      |                      |                      |                      |                      |                      |

## Schöpfer der Fernsehserie
- Regie – Wolfgang Liebeneiner
- Drehbuch – Eckart Hachfeld nach dem Roman von Jaroslav Hasek (in der Übersetzung von Grete Reiner)
- Produzenten – F. K. Wittich, Werner Swossil
- Redaktion – Jörg Mauthe
- Kamera – Götz Neumann, Siegfried Hold
- Musik – Johannes Martin Dürr
- Bauten – Wolf Witzemann
- Kostüme – Edith Almoslino
- Schnitt – Annemarie Rokoss, Karl Aulitzky

## Episodenliste

### Staffel 1
| № in der serie | № in der saison | Regisseur            | Drehbuchautor                                 | Datum der Premiere |
| --- | --------------- | -------------------- | --------------------------------------------- | ------------------ |
| 1 | 1               | Wolfgang Liebeneiner | Eckart Hachfeld, Jaroslav Hašek, Grete Reiner | 6.02.1972          |
| Nach dem Roman „Der brave Soldat Schwejk“ von Jaroslav Hašek: In Prag, wo Josef Schwejk lebt, herrscht Vorkriegsstimmung. Diese Stimmung ist auch im Gasthof „Kelch“ zu merken, wo die Gäste schweigen, wenn ein gewisser Bretschneider das Lokal betritt. Auch das Zusammentreffen von Schwejk mit Bretschneider verläuft nicht ganz reibungslos. Ein paar unbedachte Äußerungen und Schwejk wird verhaftet, der Wirt wird auch gleich mitgenommen. Auf der Polizeistation findet man bald, dass Schwejk unbedingt in ein Irrenhaus eingewiesen werden müsste. Doch selbst die Irrenanstalt weiß sich mit Schwejk nicht zu helfen, so wird er wieder „ausgewiesen“. Nun geht er wieder seiner Leidenschaft, dem Hundeverkauf nach. Bei einem neuerlichen Zusammentreffen mit Bretschneider versteht es Schwejk, diesem einen fürchterlichen „Rausch“ anzubinden und verkauft ihm bei dieser Gelegenheit vier riesige Hunde. Bretschneider bleibt seiner Verzweiflung allein überlassen.                                                                                  |                 |                      |                                               |                    |
| 2 | 2               | Wolfgang Liebeneiner | Eckart Hachfeld, Jaroslav Hašek, Grete Reiner | 9.02.1972          |
| Nach dem Roman „Der brave Soldat Schwejk“ von Jaroslav Hašek: Obwohl Schwejk an Rheuma leidet, hat er sich freiwillig als Soldat gemeldet. Da ihm das Gehen Schwierigkeiten bereitet, erscheint er zur Musterung mit Krücken. Wie alle Simulanten – denn dafür hält man ihn – wird Schwejk in eine Krankenanstalt eingewiesen, wo man ihn mit vielen anderen durch Pulver und Klistier zu kurieren versucht. Doch auch dort bringt Schwejk mit seinem unschuldig blickenden Gesicht und den naiv blöden Antworten sämtliche Ärzte zur Räson und sich selbst damit ins Gefängnis. Feldkurat Katz, der einen neuen Putzer braucht, wird anlässlich einer Messe für die „Unterhosen“ auf Schwejk aufmerksam und lässt ihn zu sich abkommandieren. Nun bricht für Schwejk eine Zeit des aufopfernden Dienens aus, wobei er des Öfteren arg ins Fettnäpfchen tritt und somit seinen Herrn von einer Unannehmlichkeit in die andere bringt. |                 |                      |                                               |                    |
| 3 | 3               | Wolfgang Liebeneiner | Eckart Hachfeld, Jaroslav Hašek, Grete Reiner | 13.02.1972         |
| Schwejk ist noch immer Putzer beim Feldkuraten Katz, der ein notorischer Spieler und Trinker ist und ihn eines Tages an den jungen Oberleutnant Lukasch verliert. So wird Schwejk der Putzer von Lukasch und dient ihm ebenso in aufopfernder Treue und Ergebenheit. Der Oberleutnant hat bald konstatiert, dass Schwejk tatsächlich ein seltener „Trottel“ ist, wird aber doch immer wieder versöhnt. So etwa, als ihm dieser eine lästige Freundin vom Hals schafft und, zur Freude des Oberleutnants, einen edlen Stallpinscher ins Haus bringt. Unglücklicherweise gehört der Hund Lukasch' Vorgesetzten, dem Oberst Kraus. |                 |                      |                                               |                    |
| 4 | 4               | Wolfgang Liebeneiner | Eckart Hachfeld, Jaroslav Hašek, Grete Reiner | 16.02.1972         |
| Zu seiner tiefsten Verbitterung muss der Oberst und Regimentskommandeur von Zillergut feststellen, dass sein Hund gestohlen wurde. Als er ihn allerdings im Besitz des Oberleutnants Lukasch wiederfindet und als sich herausstellt, dass Schwejk den Hund zwar nicht gestohlen, aber über einen Mittelsmann für seinen Oberleutnant besorgt hat, reißt dem Herrn Oberst der Geduldsfaden: Oberleutnant Lukasch und sein Bursche werden zu einem Marschbataillon an die Front versetzt. Im Zug nach Budweis wird Schwejk in einen neuerlichen Unglücksfall verwickelt: Man behauptet, er habe die Notbremse gezogen und so muss er – zur großen Erleichterung seines Oberleutnants – den Zug in Tabor verlassen. Von dort wird er zu Fuß nach Budweis geschickt, verläuft sich, ein Polizeiposten greift ihn auf und er wird als Spion verhaftet. Auf dem zuständigen Militärkommando hält man ihn jedoch für einen Volltrottel und schickt ihn zu seiner Einheit nach Budweis zurück, wo er zunächst einmal zu einer Arreststrafe verdonnert wird.                       |                 |                      |                                               |                    |
| 5 | 5               | Wolfgang Liebeneiner | Eckart Hachfeld, Jaroslav Hašek, Grete Reiner | 20.02.1972         |
| Schwejks Marschbataillon wird in einem kleinen ungarischen Garnisonsort ausgeladen und liegt dort vorläufig in der Etappe. Oberleutnant Lukasch benützt seinen Burschen als Postillon d’amour und führt damit einen spektakulären Skandal herbei, in dessen Verlauf eine Straßenschlacht zwischen ungarischen und tschechischen Soldaten geschlichtet werden muss, Schwejk arrestiert wird und das corpus delikti – einen Liebesbrief seines Oberleutnants – kurzerhand verspeist. Trotzdem sind beide in der Garnison unmöglich geworden und werden mit dem nächsten Transport an die Front abgeschickt. Schwejk stößt ständig mit Leutnant Dub zusammen, einem Reserveoffizier, der alle seine Pflichten 150-prozentig zu erfüllen bestrebt ist und fällt schließlich – auf der Latrine – wegen seiner militärischen Akkuratesse einem General so angenehm auf, dass der alsbald seine baldige Beförderung befiehlt. |                 |                      |                                               |                    |
| 6 | 6               | Wolfgang Liebeneiner | Eckart Hachfeld, Jaroslav Hašek, Grete Reiner | 23.02.1972         |
| Schwejk nimmt eine späte, aber fürchterliche Rache an Leutnant Dub: sein Bataillon wird alarmiert und nahe der Front ausgeladen. Zusammen mit Feldwebel Wanek wird er zum Quartiermachen geschickt, trennt sich von dem Feldwebel, verirrt sich, findet die Uniform eines russischen Soldaten, probiert sie an und wird von einer österreichischen Streife gefasst. Vor Gericht gestellt, plädiert der General Fink von Finkenstein – ein urteilsfreudiger Mann – für sofortiges Aufhängen des russischen Spions. Aber bevor es dazu kommt, trifft ein Telegramm seines Bataillons ein, das Schwejk als vermisst angibt und ihn anfordert. So kann sich der brave Soldat Schwejk bei seinem Oberleutnant Lukasch zurückmelden, in den Krieg ziehen und schließlich sogar die Verabredung mit seinem Kameraden Woditschka einhalten: nach dem Krieg, um sechs Uhr, in der Wirtschaft „Zum Kelch“ in Prag trifft man sich wieder. Inzwischen ist die Republik ausgerufen worden, aber – meint Schwejk – auch in Zukunft wird man auf Leute wie ihn nicht verzichten können. |                 |                      |                                               |                    |

### Staffel 2
| № in der serie | № in der saison | Regisseur            | Drehbuchautor                                 | Datum der Premiere |
| --- | --------------- | -------------------- | --------------------------------------------- | ------------------ |
| 7 | 1               | Wolfgang Liebeneiner | Eckart Hachfeld, Jaroslav Hašek, Grete Reiner | 02.02.1977         |
| Bei einem Angriff auf die russischen Linien wird der brave Soldat Schwejk von seinem Kameraden Baloun aus Versehen in den verlängerten Rücken geschossen. Während man Baloun für den Rücktransport des verwundeten Schwejk mit der Tapferkeitsmedaille behängt, trifft Schwejk im Feldlazarett auf den nach wie vor tätigen Geheimagenten Bretschneider, der den Verwundeten wegen Selbstverstümmelung anzeigt. Schwejk soll zum Tode verurteilt werden. Rechtzeitig klärt sich jedoch alles auf, und statt ihn zu erschießen, schickt man ihn auf Genesungsurlaub nach Prag. |                 |                      |                                               |                    |
| 8 | 2               | Wolfgang Liebeneiner | Eckart Hachfeld, Jaroslav Hašek, Grete Reiner | 16.02.1977         |
| Prag während der Kriegstage. So gut es in diesen schlechten Zeiten eben geht, versuchen Frau Müller und das Straßenmädchen Anna das Leben ihres Helden schön zu gestalten. Schwejk versucht sich in verschiedenen Berufen, um seiner Marie nicht auf der Tasche zu liegen. Nacheinander arbeitet er in einer Drogerie, dann als Friseur. Wieder stößt er mit der Polizei und natürlich mit dem Agenten Bretschneider zusammen, entgeht mit knapper Not den Nachstellungen einer Dame namens Julia und wird schließlich, der besseren Kontrolle wegen, von der Polizei zur Abrichtung von Dienst- und Meldehunden eingestellt, wo es ihm gelingt, einen Hund so fabelhaft zu dressieren, dass der Polizeipräsident sich nur durch kopflose Flucht vor dem Zerfleischt werden retten kann. |                 |                      |                                               |                    |
| 9 | 3               | Wolfgang Liebeneiner | Eckart Hachfeld, Jaroslav Hašek, Grete Reiner | 02.03.1977         |
| Schwejk erweist sich wahrhaftig als braver Soldat: Vor den Nachstellungen Bretschneiders flüchtet er zum Militär. An der italienischen Front feiert er ein Wiedersehen mit dem Feldkuraten Katz, wird zur Marine versetzt, bewacht ein Munitionsdepot so perfekt, dass es in die Luft fliegt. Schließlich fliegt er selbst in die Luft, mit einem Doppeldecker des österreichischen Heeres und mit einem bulgarischen Waffenbruder an Bord, der Gott sei Dank noch rechtzeitig mit dem Fallschirm abspringt, ehe Schwejk irgendwo in Ungarn bruchlanden kann und auf gefährlichen Umwegen zu seiner Truppe und seinem Oberleutnant Lukasch zurückfindet. |                 |                      |                                               |                    |
| 10 | 4               | Wolfgang Liebeneiner | Eckart Hachfeld, Jaroslav Hašek, Grete Reiner | 16.03.1977         |
| Im Niemandsland will Schwejk eine Kuh requirieren. Diese flieht jedoch und die Verfolgung führt nicht zum erhofften Ergebnis: Anstatt die Kuh zu ergreifen, wird Schwejk von den Russen ergriffen. Im Gefangenenlager trifft er seinen Freund Marek wieder. |                 |                      |                                               |                    |
| 11 | 5               | Wolfgang Liebeneiner | Eckart Hachfeld, Jaroslav Hašek, Grete Reiner | 30.03.1977         |
| Beim russischen Bauern geht es den Kriegsgefangenen Schwejk, Marek und Zwerschina aus drei Gründen recht gut: 1. Es gibt nicht allzu viel zu arbeiten. 2. Es gibt durchaus genug zu essen. 3. Der Bauer hat zwei junge, hübsche Töchter. – Es wird Herbst, die Ernte ist zum Großteil eingebracht. Fedor Pawlowitsch muss zwei seiner Erntehelfer an der Gefangenenverteilungsstelle der zaristischen Armee abliefern. Den Bauernsohn Zwerschina behält er. Ein Gefangenenlager weiterdrin in Sibirien ist ihr Bestimmungsort. Davor lernen Schwejk und Marek noch Horschin kennen, der ihnen zeigt, wie man sich in Russland benimmt und was man anstellen muss, um ins gelobte Land aller Kriegsgefangenen zu kommen, nach Sibirien. |                 |                      |                                               |                    |
| 12 | 6               | Wolfgang Liebeneiner | Eckart Hachfeld, Jaroslav Hašek, Grete Reiner | 13.04.1977         |
| In Sibirien bleibt Schwejk nicht lange: Zusammen mit seinem Freund Krakor hat er das Pech, der Frau des Lagerkommandanten zu gut zu gefallen, und so wird er flugs nach Witebsk weitergeschickt, wo er den Feldwebel Wanek wiedertrifft und sich mit List und Geschick der Attacken eines wild- gewordenen Lagerkommandanten erwehren muss. Und dort im Lager lässt ihn noch jemand im Stich: Der gute, alte Kaiser Franz Josef. Der heißgeliebte Monarch, für den er sich so oft in Stücke reißen wollte, ist sanft entschlafen. Und überall redet man jetzt vom baldigen Frieden. |                 |                      |                                               |                    |
| 13 | 7               | Wolfgang Liebeneiner | Eckart Hachfeld, Jaroslav Hašek, Grete Reiner | 27.04.1977         |
| In Russland ist die Revolution ausgebrochen und alles geht drunter und drüber. Schwejk und seine Kameraden, Marek und Krakor, haben nichts anderes mehr im Sinn, als nach Hause zu kommen. Also melden sie sich freiwillig zur tschechischen Legion. Der Zug erreicht seinen Höhepunkt während der Eroberung und Verwaltung der Stadt Bugulma. Nicht zuletzt ist es Schwejks Verdienst, wenn es ihm und seinen Freunden gelingt, sich zwischen Weißgardisten und Rotgardisten, zwischen Halbverhungerten und ganz Besoffenen, zwischen Popen und Kommissaren, immer auf der Spitze des Bajonettes balancierend, bis nach Prag durchzuschlängeln. Die Siegesfeier am Wenzelsplatz, es gilt den neuen Staat der Tschechen und Slowaken zu feiern, vereint alle. Auch der Spitzel Bretschneider ist zugegen. Pünktlich um sechs Uhr nach dem Krieg trifft Schwejk, wie verabredet, zu seinem Rendezvous mit Woditschka im „Kelch“ ein. |                 |                      |                                               |                    |

## Veröffentlichung
Die DVD mit allen 13 Folgen der Serie ist seit dem 17. November 2008 erhältlich.